# فریدون وردی‌نژاد
فریدون وردی‌نژاد (زادهٔ ۱۵ خرداد ۱۳۳۵) نظامی، روزنامه‌نگار و فعال سیاسی اهل ایران که در حال حاضر دبیرکل اتاق بازرگانی، صنایع، معادن و کشاورزی تهران است. 

### زندگی
وردی‌نژاد در مقطع کارشناسی در رشته زبان و ادبیات و در مقاطع ارشد و دکتری در رشته مدیریت دانشگاه تهران تحصیل نموده است. وی استاد رشته مدیریت رسانه در دانشکده مدیریت دانشگاه تهران بود که در سال ۱۳۸۹ بازنشسته اعلام شد.

وردی‌نژاد در ابتدای انقلاب، عضو یکی از سازمان‌های هفتگانه شکل‌دهنده سازمان مجاهدین انقلاب اسلامی بود که شاکله مدیریتی دستگاه‌های نظامی-امنیتی جمهوری اسلامی را در فضای بعد از پیروزی انقلاب شکل دادند. وی پس از آن به عضویت سپاه پاسداران درآمد و جزو گردانندگان اصلی این واحد اطلاعاتی نوپا قرار گرفت. 
یکی از مهم‌ترین پرونده‌هایی که نام وردی‌نژاد رابه عنوان یک عنصر اطلاعاتی رده‌بالا، هم در منابع خارجی و هم داخلی وارد کرد، ماجرای سفر رابرت مک فارلین، مشاور وقت امنیت ملی کاخ سفید، به ایران در خرداد سال ۱۳۶۵ بود. به گفته دیوید کلی، وردی‌نژاد یکی از اعضای سه نفره سپاه پاسداران بود که تحت عنوان مستعار مهدی‌نژاد در ۲۸ شهریور ۱۳۶۵ برای مذاکرات محرمانه وارد واشنگتن شده بود. این مذاکرات به ارسال انجیل پشت‌نویسی شده رونالد ریگان به تهران انجامید.

### خبرگزاری ایرنا
او از سال ۱۳۷۱ تا ۱۳۸۰ مدیریت خبرگزاری ایرنا را بر عهده داشت و در این دوران دانشکده خبر و مجموعه نشریات ایران را بنیان گذاشت و در پی آن در سال ۱۳۷۳ روزنامه ایران را تأسیس کرد و به مرور دست به انتشار روزنامه عربی‌زبان الوفاق و روزنامه انگلیسی زبان ایران دیلی (Iran Daily) زد. او در دوره ریاست خود بر سازمان خبرگزاری جمهوری اسلامی ایران، دانشکده خبر را راه‌اندازی کرد. 

### فعالیت سیاسی
وردی‌نژاد در سال ۱۳۸۰، بعد از حدود یک دهه از مدیریت ایرنا کنار رفت و این‌بار در قامت یک دیپلمات، با حکم محمد خاتمی در سال ۱۳۸۰ کلیددار سفارت ایران در پکن شد و بدین‌ترتیب از سال ۱۳۸۰ تا ۱۳۸۴ سفیر ایران در چین بود.
وي در تاريخ ۲۴ تيرماه ۱۳۹۸ با حکم محمود واعظی، رئيس دفتر رئيس‌جمهور به جای مجید تخت‌روانچی به عنوان معاون سیاسی دفتر رئيس‌جمهور منصوب شد.
وردی‌نژاد در دوره دوم دولت دوازدهم مشاور رسانه‌ای دفتر رئیس‌جمهور و سپس تا شهریور ۱۴۰۰ شمسی معاونت سیاسی دفتر ریاست‌جمهوری را برعهده داشت.

### اتاق بازرگانی تهران
وی در حال حاضر در سمت دبیر کل اتاق بازرگانی، صنایع، معادن و کشاورزی تهران فعالیت می‌کند.